# برايان شاربلز
برايان شاربلز (بالإنجليزية: Brian Sharples)‏ هو لاعب كرة قدم بريطاني في مركزي قلب الدفاع والدفاع، ولد في 6 سبتمبر 1944 في برادفورد في المملكة المتحدة. لعب مع برمنغهام سيتي ونادي إكزتر سيتي.